# Susan Holmquist
Susan Holmquist (Dinamarca, 1946 - Barcelona, 5 de març de 2019) va ser una model danesa i barcelonina (on va viure com a mínim des del 1965).
Va ser una model considerada com la musa de la Gauche Divine i el símbol d'una generació. L'1 de juliol de 1964, des de la seva condició de miss Dinamarca, fou escollida "Miss Nacions" en el concurs de bellesa que es va celebrar a la ciutat de Palma, a Mallorca, amb el locutor José Luis Uribarri com a mestre de cerimònies.
La fotografia d'Oriol Maspons i Casades, com una noia seductora i coqueta, al volant d'un descapotable, per a la coberta del llibre Últimas tardes con Teresa, la novel·la de Juan Marsé (1966), retrata a una rossa amb pantalons curts que saludava de forma transgressora, una imatge, que en el seu moment, va escandalitzar part de la societat de l'època, i que acabaria convertint-se en una de les portades icòniques del llibre espanyol contemporani.
Susan Holmquist va ser la musa del fotògraf, arquitecte i dissenyador milanès-barceloní Gianni Ruggiero, amb qui va mantenir una relació. El fotògraf la va retratar en múltiples produccions publicitàries, entre les quals destaca especialment l'anunci de l'any 1964 per la marca de cerveses Estrella del Sud, on apareix Holmquist, amb ulleres galàctiques i llavis sensuals, incitant a esgotar d'un glop un got de cervesa escumosa. La model va començar a projectar-se a Europa, contractada pels millors professionals.
El 1969 Joan Manuel Serrat va compondre una cançó, dedicada a Susan Holmquist, la inoblidable «Conillet de vellut», després de conèixer la model danesa en les nits de la Gauche Divine. La premsa de l'època es va fer eco de la seva breu relació amb una danesa intel·ligent i rossa, conill de vellut, que va abandonar aviat la moda, les seves passarel·les i la publicitat.